# Sköna söndag
Sköna söndag är ett livsstilsprogram som sändes i SVT på söndagarna under perioden 5 oktober 1986-22 mars 1996. 
Programledare genom åren var bland andra Catrin Jacobs, Jesper Aspegren och Cathrine Schück. Den allmänna tonen var flärd och lyx, om än på ett relativt måttfullt sätt. Ämnen som behandlades av programledare med gäster var bland annat mode, design, skönhet, trädgård, sex, livskvalitet, jobb och pengar.  
I Sköna söndag slog Malena Ivarsson igenom stort som sexrådgivare. Hon fortsatte sedan sin TV-karriär med programmet Fräcka fredag, som också var ett mycket kontroversiellt och omtalat så kallat "mjukporrprogram".